# Спринчената
Спринчената (рум. Sprâncenata) — село у повіті Олт в Румунії. Входить до складу комуни Спринчената.
Село розташоване на відстані 123 км на захід від Бухареста, 46 км на південний схід від Слатіни, 71 км на південний схід від Крайови.

## Населення
За даними перепису населення 2002 року у селі проживала 1491 особа, з них 1490 осіб (99,9%) румунів. Усі жителі села рідною мовою назвали румунську.